# Seilwerke Puth
Die Seilwerke Heinrich Puth Kommanditgesellschaft, gegründet 1848 von Heinrich Puth (1821–1912),  befanden sich in Blankenstein. Die Seile wurden vor allem für den Bergbau hergestellt, doch stellte man auch Haushaltsgarne her. In der Firma befanden sich zuletzt unter anderem eine Hanfseilerei, eine Drahtseilerei mit Verzinkerei und eine Abteilung zur Herstellung von Fäden bis hin zu Seilen aus Kunststoff. Man hatte zwischenzeitlich bis zu 500 Mitarbeiter beschäftigt, zuletzt waren 150 Personen tätig. Das Unternehmen ging 1981 in den Konkurs. Gebäude und Gelände lagen danach brach.
Das Areal wurde 1998 von den Hattinger Wohnstätten ersteigert. Die Firma Jessberger und Partner führte ab April 1999 eine Altlastensanierung durch. Für das neue Bebauungskonzept gab es einen Wettbewerb. Die Bauarbeiten begannen 2003. Die alte Fassade und die Werkstatt blieben erhalten und wurden in den neuen Wohn- und Einkaufskomplex des Quartiers Puth integriert.